# Javid Aslam
Javid Iqbal Aslam (født 26. januar 1963 i Lyallpur i Pakistan) er en tidligere norsk bokser som repræsenterede Norge under Sommer-OL 1984 i vægtklassen letsværvægt, hvor han blev slået ud i 3. runde. Han blev senere belønnet med udmærkelsen Årets Bokser af Norges Bokseforbund i 1984/1985. Aslam er af pakistansk herkomst, og er bosat i Moss.